# Chiến tranh Palestine 1948
Chiến tranh Palestine 1948 là cuộc chiến diễn ra ở khu vực Lãnh thổ Ủy trị Palestine của Anh. Trong chiến tranh, người Anh rút khỏi Palestine, các lực lượng theo chủ nghĩa phục quốc Do Thái chiếm đóng lãnh thổ và thành lập Nhà nước Israel, và hơn 700.000 người Palestine đã chạy trốn hoặc bị trục xuất. Đây là cuộc chiến đầu tiên trong xung đột Israel–Palestine và rộng hơn là xung đột Ả Rập – Israel.
Cuộc chiến được chia thành hai giai đoạn chính. Giai đoạn đầu tiên là cuộc nội chiến 1947–1948 bắt đầu từ ngày 30 tháng 11 năm 1947, một ngày sau khi Liên Hợp Quốc bỏ phiếu thông qua Kế hoạch phân chia Palestine về phân chia lãnh thổ thành các quốc gia có chủ quyền của người Do Thái và Ả Rập. Trong thời kỳ này, Anh vẫn duy trì quyền cai trị ngày càng suy yếu đối với Palestine và thỉnh thoảng can thiệp vào các hành động bạo lực. Vào cuối giai đoạn nội chiến, các lực lượng theo chủ nghĩa phục quốc Do Thái đã thực hiện Kế hoạch Dalet, một chiến dịch tấn công nhằm chinh phục lãnh thổ với mục đích thành lập một nhà nước Do Thái theo kế hoạch.
Giai đoạn thứ hai của cuộc chiến bắt đầu vào ngày 14 tháng 5 năm 1948, với việc chấm dứt sự ủy trị của Anh và tuyên bố thành lập Nhà nước Israel. Sáng hôm sau, quân đội Ả Rập bao vây xâm lược Palestine, bắt đầu Chiến tranh Ả Rập – Israel 1948. Quân Ai Cập tiến về phía đông nam trong khi Liên đoàn Ả Rập ở Jordan và lực lượng Iraq chiếm được vùng cao nguyên trung tâm. Syria và Liban chiến đấu với lực lượng Israel ở phía bắc. Lực lượng Phòng vệ Israel đã ngăn chặn được đoàn quân Ả Rập và trong những tháng tiếp theo bắt đầu đẩy lùi họ và tái chiếm lãnh thổ. Đến cuối cuộc chiến, Nhà nước Israel đã chiếm được khoảng 78% lãnh thổ ủy trị trước đây, Vương quốc Jordan chiếm đóng và sáp nhập khu vực mà ngày nay là Bờ Tây, và Ai Cập chiếm đóng Dải Gaza. Chiến tranh chính thức kết thúc với Hiệp định đình chiến 1949, thiết lập “Đường Xanh” (Green Line) phân định các lãnh thổ này.
Trong chiến tranh, các vụ thảm sát và hành động khủng bố đã được cả hai bên tiến hành. Một chiến dịch thảm sát và bạo lực nhắm vào người dân Ả Rập, chẳng hạn như tại Lydda và Ramle và Trận Haifa, dẫn tới việc 700.000 người Palestine bị trục xuất và phải bỏ trốn, với phần lớn các đô thị bị mất dân số và bị phá hủy. Việc bạo lực và sự tước đoạt quyền sở hữu này của người Palestine ngày nay được gọi là Nakba (tiếng Ả Rập có nghĩa là "thảm họa") và mở ra vấn đề người tị nạn Palestine.